# Dillon Anderson
Dillon Anderson (* 14. Juli 1906 in McKinney, Texas; † 29. Januar 1974 in Houston, Texas) war ein US-amerikanischer Jurist und zwischen 1955 und 1956 Nationaler Sicherheitsberater der USA.

## Leben
Nach dem Schulbesuch studierte Anderson zunächst an der Texas Christian University und anschließend an der University of Oklahoma, an der er 1927 einen Bachelor of Science erwarb. Ein anschließendes postgraduales Studium der Rechtswissenschaften an der Law School der Yale University beendete er 1929 mit einem Juris Doctor (J.D.).
Anschließend war er nach seiner anwaltlichen Zulassung als Rechtsanwalt tätig und seit 1940 Partner von Baker Botts, einer Kanzlei mit heute 700 Rechtsanwälten und Hauptsitz in Houston. Während des Zweiten Weltkrieges leistete er zwischen 1942 und 1945 seinen Militärdienst in der US Army und wurde für seine Verdienste mit dem Legion of Merit ausgezeichnet.
Nachdem er zwischen 1953 und 1955 Mitglied des Nationalen Sicherheitsrates war, war er zwischen April 1955 und September 1956 Nationaler Sicherheitsberater der USA.
Im Anschluss war er wieder als Partner von Baker Botts tätig sowie in der Privatwirtschaft als Mitglied des Board of Directors von Federated Department Stores. Außerdem war er zeitweise Mitglied des Redaktionsgremiums der Zeitschrift The Atlantic Monthly, Trustee der Andrew-Carnegie-Stiftung für internationalen Frieden und engagierte sich auch in der Brookings Institution. 1959 wurde Anderson in die American Academy of Arts and Sciences gewählt.